# 엘브리지 콜비
엘브리지 콜비(영어: Elbridge A. Colby, 1979년 12월 30일~)는 미국의 국가안보정책 전문가이다.
2024년 12월 22일, 도널드 트럼프 대통령 당선인은 그를 국방부 정책담당차관에 지명하였다.

## 경력
도널드 트럼프 1기 행정부 시절 2017년부터 2018년까지 국방부 전략군개발 부차관보를 역임하였으며, 2018년 미국 국방 전략 개발에서 핵심적인 역할을 수행했다.